# Vestrumænske Karpater
De Vestrumænske Karpater (rumænsk: Carpații Occidentali Românești, ungarsk: Nyugati-Kárpátok), sammen med de østlige rumænske karpater og de sydlige karpater er en af de tre vigtigste bjergkæder i Rumænien. Deres navn er givet baseret på deres geografiske position, vest, til det transsylvanske plateau, som samtidig er deres østlige grænser, henholdsvis til Timiș-Cerna-kløften i Banatbjergene, den sydlige gruppe af de vestlige Karpater.
De vestlige Karpater er placeret mellem floderne Donau, Barcău og Someș. Højeste punkt på 1.849 moh. ligger i Bihorbjergene, Cucurbăta Mare-toppen (ungarsk : Nagy-Bihar), også kaldet Bihor-toppen. Geografien er varieret, med en ægte "petrografisk mosaik". (flysch, krystallinsk skifer, kalksten, magmatiske bjergarter, metamorfe bjergarter)

## Bjergkæder
Fra nord til syd kan tre store bjerggrupper identificeres, adskilt af forskellige floddale.
- Apusenibjergene, nord for Mureș
- Poiana Ruscăbjergene, syd for Mureș
- Banatbjergene, det sydvestlige hjørne af Rumænien, syd for floden Timiș

Der er i alt 18 undergrupper.